# Взбесившийся барашек
«Взбесившийся барашек» (фр. Le mouton enragé; другие варианты перевода названия — «Бешеный баран», «Обезумевший баран») — фильм Мишеля Девиля 1974 года, собравший созвездие блистательных европейских актрис, экранизация романа Роже Блонделя.

## Сюжет
Скромный и тихий банковский служащий Николя (Трентиньян) живёт спокойно, пока его друг, потерявший популярность писатель (Кассель), не решает изменить его жизнь. Для этого он составляет для Николя сценарий поведения и планирует выполнение разнообразных заданий. Николя без проблем справляется с ними до тех пор, пока ему не встречается Роберта (Роми Шнайдер) — женщина, которую он должен соблазнить, а затем, согласно плану, безжалостно бросить…

## В ролях
- Жан-Луи Трентиньян — Николя Малле
- Жан-Пьер Кассель — Фабр
- Джейн Биркин — Мари-Поль
- Роми Шнайдер — Роберта Гру
- Флоринда Болкан — Флора
- Эстелла Блен — Ширли Дуглас
- Доминик Констанца[фр.] — Сабин
- Мари Марке[фр.] — Мадам Эрманс
- Бетти Берр — Сильви
- Кристин Буассон[венг.] — не указана в титрах
- Анри  Гарсен[фр.] — Берту
- Мишель Витольд[фр.] — Гру, муж Роберты
- Жорж Вильсон[фр.] — Лурсёй
- Жан-Франсуа Бальмер — Вишенко

## Интересные факты
- Многие сцены фильма проходят в бистро «Ренессанс» (фр. «La Renaissance», Рю Шампьоне[фр.], 112, 18-й округ), — излюбленном месте съёмок Шаброля, Клода Зиди, («Откройте, полиция!»), Клода Миллера («Под предварительным следствием»), Бертрана Тавернье, Тарантино и других режиссёров.